# Temporada da Stock Series de 2022
A Stock Series 2022 é a 22ª da categoria, é organizada pela Vicar, a Stock Series é a principal categoria de acesso para a Stock Car Pro Series. 

## Equipes e pilotos
| \| Equipe \| No. \| Piloto \| Etapas \| \| --------------------- \| --- \| ------------------ \| ------ \| \| Brandão Motorsport \| 22 \| Celso Neto \| 1-3 \| \| Motortech \| 81 \| Arthur Leist \| 1-8 \| \| Motortech \| 95 \| Lucas Kohl \| 1-8 \| \| Motortech Competições \| 28 \| Guilherme Backes \| 1-6 \| \| RTR Sports \| 218 \| Vinicius Paparelli \| 5-8 \| \| W2 Pro GP \| 38 \| Zezinho Mugiatti \| 1-8 \| \| W2 Pro GP \| 120 \| Vitor Baptista \| 1-8 \| \| W2 Racing Educacoin \| 77 \| Rapahel Reis \| 1-8 \| |     |                    |        |
| Equipe | No. | Piloto             | Etapas |
| Brandão Motorsport | 22  | Celso Neto         | 1-3    |
| Motortech | 81  | Arthur Leist       | 1-8    |
| Motortech | 95  | Lucas Kohl         | 1-8    |
| Motortech Competições | 28  | Guilherme Backes   | 1-6    |
| RTR Sports | 218 | Vinicius Paparelli | 5-8    |
| W2 Pro GP | 38  | Zezinho Mugiatti   | 1-8    |
| W2 Pro GP | 120 | Vitor Baptista     | 1-8    |
| W2 Racing Educacoin | 77  | Rapahel Reis       | 1-8    |

## Calendário

#### Etapas
| Etapa | Local                 | Data           | Circuito                             |
| ----- | --------------------- | -------------- | ------------------------------------ |
| 1     | Goiânia, GO           | 23 de Abril    | Autódromo Internacional Ayrton Senna |
| 2     | São Paulo, SP         | 17 de Dezembro | Autódromo de Interlagos              |
| 3     | Mogi Guaçu, SP        | 27 de Agosto   | Velo Cittá                           |
| 4     | Nova Santa Rita, RS   | 17 de Setembro | Velopark                             |
| 5     | Mogi Guaçu, SP        | 29 de Outubro  | Autódromo de Interlagos              |
| 6     | Santa Cruz do Sul, RS | 17 de Dezembro | Grande Prêmio de Santa Cruz do Sul   |
| 7     | Goiânia, GO           | 17 de Dezembro | Autódromo Internacional Ayrton Senna |
| 8     | São Paulo, SP         | 17 de Dezembro | Autódromo de Interlagos              |

## Campeonato de pilotos
Pontuação das Corridas 1 e 3:
| Posição       | 1.º | 2.º | 3.º | 4.º | 5.º | 6.º | 7.º | 8.º | 9.º | 10.º | VMR |
| Classificação | 2   |     |     |     |     |     |     |     |     |      |     |
| Pontos        | 30  | 26  | 22  | 19  | 17  | 15  | 14  | 13  | 12  | 11   | 1   |

Pontuação da Corrida 2:
| Posição | 1º | 2º | 3º | 4º | 5º | 6º | 7º | 8º | 9.º | 10.º | VMR |
| Pontos  | 24 | 20 | 18 | 17 | 16 | 15 | 14 | 13 | 12  | 11   |     |

| Pos. | Pilotos            | Autódromo Ayrton Senna | Autódromo Ayrton Senna | Autódromo de Interlagos | Autódromo de Interlagos | Autódromo Velo Cittá | Autódromo Velo Cittá | Velopark, Nova Santa Rita | Velopark, Nova Santa Rita | Autódromo de Interlagos | Autódromo de Interlagos | Grande Prêmio de Santa Cruz do Sul | Grande Prêmio de Santa Cruz do Sul | Autódromo Ayrton Senna | Autódromo Ayrton Senna | Autódromo de Interlagos | Autódromo de Interlagos | Pts. | Pts. |
| Pos. | Pilotos            | C1                     | C2                     | C1                      | C2                      | C1                   | C2                   | C1                        | C2                        | C1                      | C2                      | C1                                 | C2                                 | C1                     | C2                     | C1                      | C2                      |      |      |
| ---- | ------------------ | ---------------------- | ---------------------- | ----------------------- | ----------------------- | -------------------- | -------------------- | ------------------------- | ------------------------- | ----------------------- | ----------------------- | ---------------------------------- | ---------------------------------- | ---------------------- | ---------------------- | ----------------------- | ----------------------- | ---- | ---- |
| 1    | Vitor Baptista     | 2                      | 2                      | 3                       | 2                       | 1                    | 1                    | 3                         | 5                         | 2                       | 2                       | 1                                  | 1                                  | 2                      | 3                      | 1                       | 1                       | 354  |      |
| 2    | Zezinho Muggiati   | 1                      | 5                      | 2                       | 3                       | 2                    | 3                    | 1                         | 2                         | 3                       | 3                       | 2                                  | 2                                  | 1                      | 2                      | 2                       | 2                       | 336  |      |
| 3    | Arthur Leist       | 3                      | 1                      | 1                       | 1                       | 5                    | 2                    | 2                         | 3                         | 1                       | 1                       | 6                                  | 3                                  | 3                      | 4                      | 4                       | 7                       | 310  |      |
| 4    | Raphael Reis       | 4                      | 6                      | 4                       | 4                       | 3                    | 6                    | 5                         | 1                         | 4                       | 7                       | 7                                  | 5                                  | 7                      | 1                      | 3                       | 4                       | 260  |      |
| 5    | Lucas Kohl         | 4                      | 5                      | 5                       | 7                       | 4                    | 4                    | 4                         | 4                         | 5                       | 4                       | 3                                  | 4                                  | 6                      | 5                      | 5                       | 3                       | 248  |      |
| 6    | Guilherme Backes   | 7                      | 4                      | 6                       | 6                       | 6                    | 7                    | 6                         | 6                         | 6                       | 5                       | 5                                  | 6                                  | 4                      | 6                      | 7                       | 5                       | 219  |      |
| 7    | Vinicius Paparelli |                        |                        |                         |                         |                      |                      |                           |                           | 7                       | 6                       | 4                                  | 7                                  | 5                      | 7                      | 6                       | 6                       | 123  |      |
| 8    | Celso Neto         | 6                      | 7                      | 7                       | 5                       | 7                    | 5                    |                           |                           |                         |                         |                                    |                                    |                        |                        |                         |                         | 61   |      |
| Pos. | Pilotos            | C1                     | C2                     | C1                      | C2                      | C1                   | C2                   | C1                        | C2                        | C1                      | C2                      | C1                                 | C2                                 | C1                     | C2                     | C1                      | C2                      | Pts. |      |
| Pos. | Pilotos            | Autódromo Ayrton Senna | Autódromo Ayrton Senna | Autódromo de Interlagos | Autódromo de Interlagos | Autódromo Velo Cittá | Autódromo Velo Cittá | Velopark, Nova Santa Rita | Velopark, Nova Santa Rita | Autódromo de Interlagos | Autódromo de Interlagos | Grande Prêmio de Santa Cruz do Sul | Grande Prêmio de Santa Cruz do Sul | Autódromo Ayrton Senna | Autódromo Ayrton Senna | Autódromo de Interlagos | Autódromo de Interlagos | Pts. |      |

| Cor        | Resultado             |
| ---------- | --------------------- |
| Ouro       | Vencedor              |
| Prata      | 2.º lugar             |
| Bronze     | 3.º lugar             |
| Verde      | Terminou, nos pontos  |
| Azul       | Terminou, sem pontos  |
| Púrpura    | Ret – Retirou-se      |
| Vermelho   | NQ – Não qualificado  |
| Preto      | DSQ – Desqualificado  |
| Branco     | NL – Não largou       |
| Branco     | C – Corrida cancelada |
| Azul claro | AT – Apenas Treino    |
| Sem cor    | NP – Não participou   |
| Sem cor    | Les – Lesionado       |
| Sem cor    | EX – Excluído         |